# Achada do Marques
Achada do Marques é um sítio povoado da freguesia de São Jorge, concelho de Santana, Ilha da Madeira.